# 凡卓曼禮生
凡卓曼禮生（日语：／ Leo Vendrame，1993年11月14日—），福岡縣筑紫野市出生，日本男子籃球运动员。他畢業於宮崎縣延岡學園高等學校及東海大學 ，現效力B聯賽的澀谷陽光搖滾，擔任控球後衛。

## 經歷
他是由巴西籍父親與日本籍母親所生。
他從筑紫野市立筑紫野中學校升學至 延岡學園高等學校，在高一時即進入替補名單，並參加了全國高中籃球錦標賽（冬季盃）。高三時帶領球隊首次奪得冬季盃冠軍，同時達成自1998年能代工業高校以來的「高中三冠」壯舉。該年度也入選了冬季盃的最佳五人。
畢業後進入東海大學就讀，並加入東海大學男子籃球隊「Seagulls」。自大一起便參加全日本大學籃球錦標賽，連續四年打進決賽。
在大學時期的全日本大學籃球錦標賽中，曾於2012年獲得助攻王、2014年獲選為優秀選手、2015年則榮獲敢鬥賞。
2016年1月，以提前登錄球員的身份加盟日立Sunrockers東京（現為澀谷陽光搖滾）。
2017年5月30日，榮獲B聯賽2016-17賽季「最佳新人獎」，當季場均貢獻：8.4分、2.7助攻、1.7抄截。
2018年4月22日，達成B聯盟1,000分得分紀錄。
2018年1月19日，首次入選B聯盟全明星賽。

### 日本代表經歷
2016年12月7日，被選為日本代表候補重點強化選手。
2017年6月20日，入選男子U24日本代表隊的代表候補選手。
2018年8月9日，入選「第18屆亞洲運動會」男子日本代表隊。
2019年2月24日，在FIBA世界盃亞洲區第二輪資格賽中，首次入選A代表。
2021年7月5日，入選東京奧運男子日本代表隊。

## 外部連結
- 凡卓曼禮生在fiba.basketball（英语）
- 凡卓曼禮生在B聯賽官網（日语）
- 凡卓曼禮生在Basketball-Reference.com（國際）（英语）
- 凡卓曼禮生在Eurobasket.com（球員）（英语）
- 凡卓曼禮生在Proballers（英语）
- 凡卓曼禮生在RealGM（英语）
- 凡卓曼禮生在Olympedia（英语）